# Адамс, Брайан
Бра́йан Гай А́дамс (англ. Bryan Guy Adams; род. 5 ноября 1959[…], Кингстон, Онтарио, Канада) — канадский рок-музыкант, фотограф, гитарист, автор и исполнитель песен, который начал свою карьеру в шоу-бизнесе в 1976 году, первоначально в составе рок-групп. Его дебютный сольный альбом был выпущен в 1980 году, а в 1985 году он впервые возглавил Billboard Hot 100 с рок-балладой «Heaven». Именно этот жанр принёс ему успех по всему миру.

## Биография
Брайан Адамс родился в канадском Кингстоне в англоязычной семье; его мать и бабушка родом с Мальты. Отец Брайана — дипломат, в 60-х семья побывала в разных странах: Англия, Канада, Израиль, Франция, Португалия и Австрия. Адамсы остановились в Ванкувере, где Брайан начал свою музыкальную карьеру в возрасте 15 лет, после школы.

### Профессиональные успехи
Первым успехом было попадание песни «Heaven» на первые строчки хит-парадов США и Великобритании в 1985 году.
Первая половина 1990-х гг. ознаменовалась чередой лирических гитарных баллад, которые были написаны им к фильмам и выдвигались на соискание премии «Оскар»: так, его композиция «(Everything I Do) I Do It for You» была использована в качестве темы к фильму «Робин Гуд: Принц воров», «All For Love» (совместно со Стингом и Родом Стюартом — к фильму «Три мушкетера», а «Have You Ever Really Loved a Woman?» — к фильму «Дон Жуан де Марко». Все они возглавляли национальный хит-парад США, а «(Everything I Do) I Do It For You» установило до сих пор непобитый рекорд национального хит-парада Великобритании, продержавшись на его вершине рекордные шестнадцать недель.
В общей сложности, музыка Брайна Адамса прозвучала в 42 художественных фильмах.
Многие хиты тех лет были записаны в тандеме с другими исполнителями: Барброй Стрейзанд («I Finally Found Someone»), Melanie C из Spice Girls («When You’re Gone») и танцевальным проектом Chicane («Don’t Give Up»).
Адамс неоднократно выступал в Москве, организовывал и принимал участие во многих благотворительных концертах и был награждён высшей наградой своей страны — орденом Канады.
В 2007 году музыкант выдвигался на «Золотой глобус» за музыку к фильму «Бобби».
В 2002 году он сыграл камео в фильме Андрея Кончаловского «Дом дураков».
В марте 2011 года Брайан Адамс получил звезду на Аллее славы в Голливуде.
В 2018 году поставил в Чикаго и на Бродвее мюзикл «Красотка» по сценарию одноимённого фильма. Тексты и музыка были написаны им совместно с Джимом Вэлансом, с которым они успешно работали над многими альбомами. Впоследствии Брайан записал собственные версии всех песен мюзикла и выпустил их как свой очередной студийный альбом (сперва только в интернете, а через год и на носителях).
На своих концертах Брайан Адамс традиционно приглашает на сцену девушек, знающих его репертуар и желающих спеть с ним дуэтом. 29 июня 2012 года Брайан Адамс выступал в Москве в концертном зале Крокус Сити Холл.

### Утеря оригинальных лент
25 июня 2019 года The New York Times Magazine назвал Брайана Адамса среди сотен исполнителей, чей материал, как сообщается, был уничтожен во время пожара в Universal Studios Hollywood 2008 года. Адамс сказал Times, что он попросил Universal предоставить доступ к основным лентам для Reckless в 2013 году во время работы над обновлённым изданием альбома, но ему сказали, что ленты не могут быть найдены. В итоге Адамс нашёл сохранённую копию альбома для ремастеринга и не был осведомлён о пожаре до первоначального сообщения Times от 1 июня.

## Личная жизнь
Брайан — веган. Сейчас он проживает в канадском Ванкувере, ранее он жил во Франции. Брайан также поддерживает футбольный клуб «Челси», его песня «We’re Gonna Win» с альбома «18 Til I Die» написана именно про него. Позже эта песня была использована Канадской спортивной сетью TSN как тема к «Wednesday Night Hockey» (обзоры NHL в 2003-04 гг).
В Ванкувере Брайан открыл собственную студию звукозаписи, назвав её «The Warehouse Studio».
Живёт с Алисией Гримальди. В возрасте 51 года Брайан стал отцом: 22 апреля 2011 года на свет появилась дочь музыканта по имени Мирабелла-Банни Гримальди Адамс. Отец ласково назвал дочь «пасхальным кроликом», так как родилась она в Пасхальную пятницу, и дал ей соответствующее имя (англ. bunny — кролик). 14 февраля 2013 года Брайан и Алисия объявили о рождении второй дочери, которую назвали Лула Рози Ли.
Имеет дома в Лондоне и Париже.

## Интересные факты
- Брайан Адамс — не только всемирно известный музыкант, но и интересный фотограф. Работает Брайан, преимущественно, в жанрах портретной и фэшн фотографии. Любимая гамма цветов — черно-белая. Сотрудничает с журналами Zoo Magazine, Vogue, Esquire, Harper's Bazaar и Vanity Fair. Летом 2012 года, в Мультимедиа Арт Музее, Москва, открылась выставка под названием «Exposed»[12], ретроспектива Брайана Адамса, около 50 портретов звёздных друзей и коллег из мира шоу-бизнеса, музыки и искусства. Активно ведёт свой Инстаграм, в котором показывает фото концертной деятельности и из поездок по всему миру. Является автором фото, использованного для обложки альбома Zeit группы Rammstein[13].
- Играл самого себя на съёмках романтических сцен фильма-драмы 2002 года режиссёра Андрея Кончаловского «Дом дураков».

## Дискография
| Год  | Название                         | Студия          |
| ---- | -------------------------------- | --------------- |
| 1980 | Bryan Adams                      | A&M Records     |
| 1981 | You Want It You Got It           | A&M Records     |
| 1983 | Cuts Like a Knife                | A&M Records     |
| 1984 | Reckless                         | A&M Records     |
| 1987 | Into the Fire                    | A&M Records     |
| 1991 | Waking Up the Neighbours         | A&M Records     |
| 1996 | 18 til I Die                     | A&M Records     |
| 1998 | On a Day Like Today              | A&M Records     |
| 2002 | Spirit: Stallion of the Cimarron | A&M Records     |
| 2004 | Room Service                     | Universal Music |
| 2008 | 11                               | Universal Music |
| 2014 | Tracks of My Years               | Verve Records   |
| 2015 | Get Up                           | Universal Music |
| 2019 | Shine a Light                    | Polydor         |
| 2022 | Pretty Woman — The Musical       |                 |
| 2022 | So Happy It Hurts                |                 |

### Другие альбомы
- 1988 — Live! Live! Live!
- 1993 — So Far So Good
- 1997 — MTV Unplugged
- 2001 — Do To You What You Do To Me (Live In Mumbai India)
- 2005 — Live in Lisbon
- 2005 — Anthology